# 艾麗絲·班迪奧
艾麗絲·班迪奧（Alice Burdeu，1988年1月27日—）來自澳洲的超級名模，亦是真人騷節目－《澳洲超級模特兒新秀大賽》第三季的冠軍。她是高級時裝品牌：Sonia Rykiel、Blumarine、D&G的代言人。艾麗絲上過Numèro Korea及Vogue Australia等雜誌封面或內頁。，也有參與Louis Vuitton、Celine、Lanvin等著名時裝及奢侈品的時裝展。

## 簡介
2008年2月，艾麗絲在秋冬時裝週亮相。她参加了Alexander McQueen、Ann Demeulemeester、Anne Valerie Hash、Catherine Holstein、Charlotte Ronson、Christopher Cane、Celine、D&G、Daks、Dolce & Gabbana、Dries Van Noten、Giles Deacon、Jean-Charles de Castelbajac、Jil Sander、Koi Swannagate、Lanvin、Louis Vuitton、LuElla、Lyell、Martin Margiela、Marc Jacobs、Marchesa、MOSCHINO Cheap & Chic、Pollini、Proenza Schouler、Rachel Comey、Three as Four、Tory Burch、Shipley & Halmos、Sofia Kokosalaki、Rad Hourani、Rue de Mail等。
艾麗絲曾於2008年短暫退出，並於皇家墨尔本理工大学主修心理学。她在2010年下旬重返天橋。

## 外部連結
- 艾麗絲·班迪奧於模特兒目錄（Fashion Model Directory）的相關資料